# Лемно (разъезд)
Лемно — небольшая железнодорожная платформа (ранее железнодорожная станция) на дороге Москва — Рига. Открыта в 1929 году. Находится в 3 км от станции Пустошка в сторону Москвы. Используется пассажирами пригородных поездов Великие Луки — Себеж и Великие Луки — Посинь, как удобное место для посадки/высадки вблизи лесного массива «Бор». В настоящее время практически необитаема. 
С 2006 года не использовалась, с 2009 года остановка пригородных поездов есть только в летнее время.
На 2017 год движение пригородных поездов отменено, платформа не используется.
На 2023 год пригородные поезда восстановлены, но на Лемно и Абово не останавливаются